# Takuya Nozawa
Takuya Nozawa (jap. 野沢 拓也 Nozawa Takuya; ur. 12 sierpnia 1981) – japoński piłkarz występujący na pozycji pomocnika. Obecnie występuje w Vegalta Sendai.

## Kariera klubowa
Od 1999 roku występował w klubach Kashima Antlers, CFZ, Vissel Kobe i Vegalta Sendai.